# Leichtathletik-Weltmeisterschaften 1991/110 m Hürden der Männer

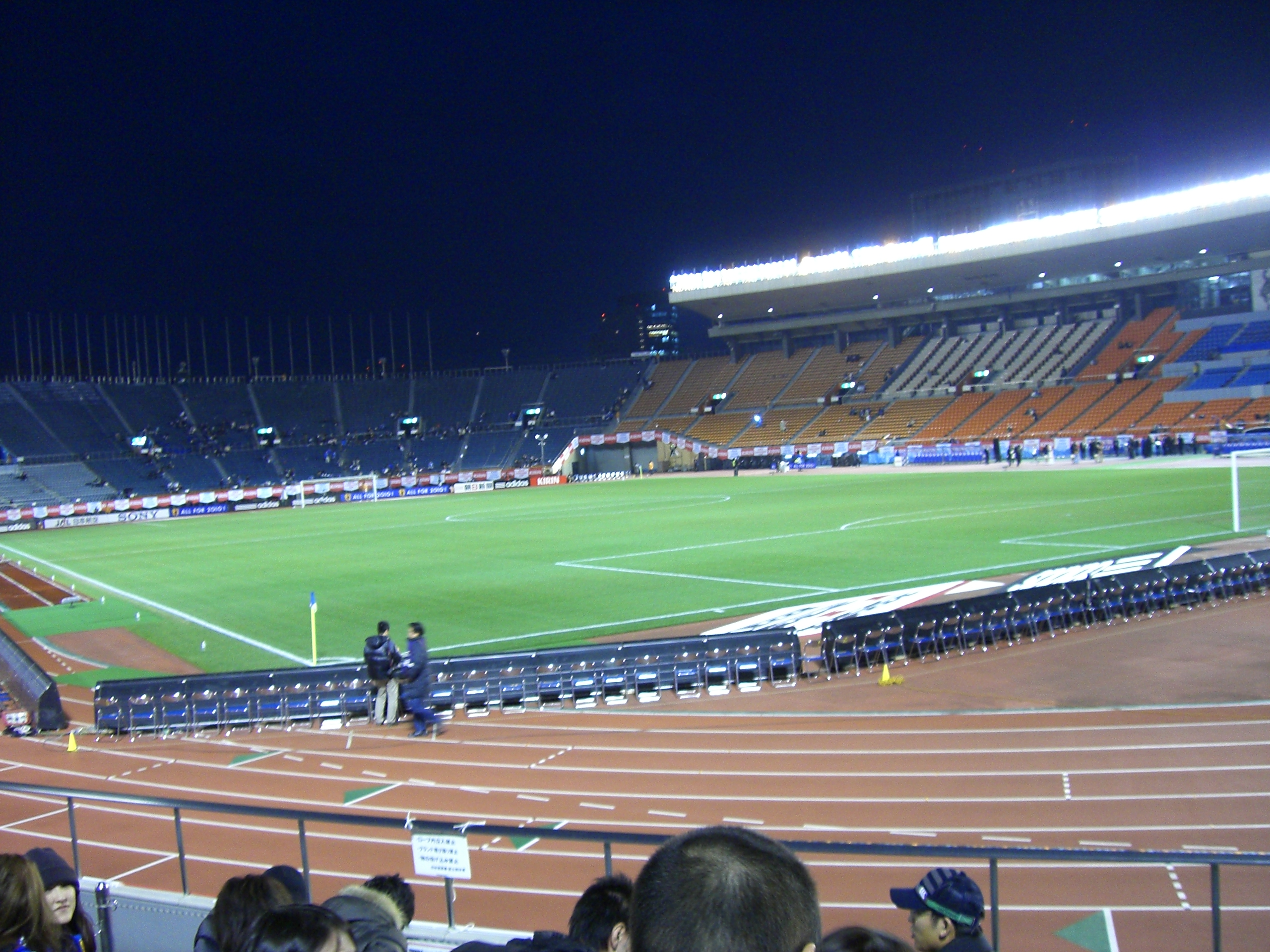
Das Olympiastadion in Tokio im Jahr 2008

Der 110-Meter-Hürdenlauf der Männer bei den Leichtathletik-Weltmeisterschaften 1991 wurde am 27. und 29. August 1991 im Olympiastadion der japanischen Hauptstadt Tokio ausgetragen.
Die US-amerikanischen Hürdensprinter kamen in diesem Wettbewerb zu einem Doppelsieg. Seinen dritten Weltmeistertitel in Folge errang der Olympiazweite von 1984 Greg Foster. Nur hauchdünn dahinter belegte Jack Pierce mit identischer Zeit der zweiten Rang. Der britische Vizeeuropameister von 1990 Tony Jarrett gewann die Bronzemedaille.

## Rekorde

### Bestehende Rekorde
| Weltrekord               | 12,92 s | Roger Kingdom | Zürich, Schweiz         | 16. August 1989   |
| Weltmeisterschaftsrekord | 13,20 s | Greg Foster   | WM 1987 in Rom, Italien | 1. September 1987 |

### Rekordverbesserung
Der US-amerikanische Weltmeister Greg Foster verbesserte seinen eigenen WM-Rekord im Finale am 29. August um vierzehn Hundertstelsekunden auf 13,06 s. Sein zweitplatzierter Landsmann Jack Pierce erzielte dieselbe Zeit, sodass beide Läufer nun Inhaber des Weltmeisterschaftsrekords waren.

## Vorrunde
27. August 1991, 10:00 Uhr
Die Vorrunde wurde in fünf Läufen durchgeführt. Die ersten drei Athleten pro Lauf – hellblau unterlegt – sowie der darüber hinaus zeitschnellste Läufer waren für die Qualifikation zum Halbfinale vorgesehen. Doch dazu kam es letztlich nicht. Im zweiten Vorlauf belegten zwei Teilnehmer mit der identischen Zeit von 13,72 s den gemeinsamen dritten Platz, die so durch ihre Platzierungen die Teilnahmeberechtigung am Halbfinale erworben hatten. Der mit 13,47 s eigentlich zeitschnellste Vierte, der Pole Piotr Wojcik aus dem vierten Vorlauf, blieb damit auf der Strecke.

### Vorlauf 1

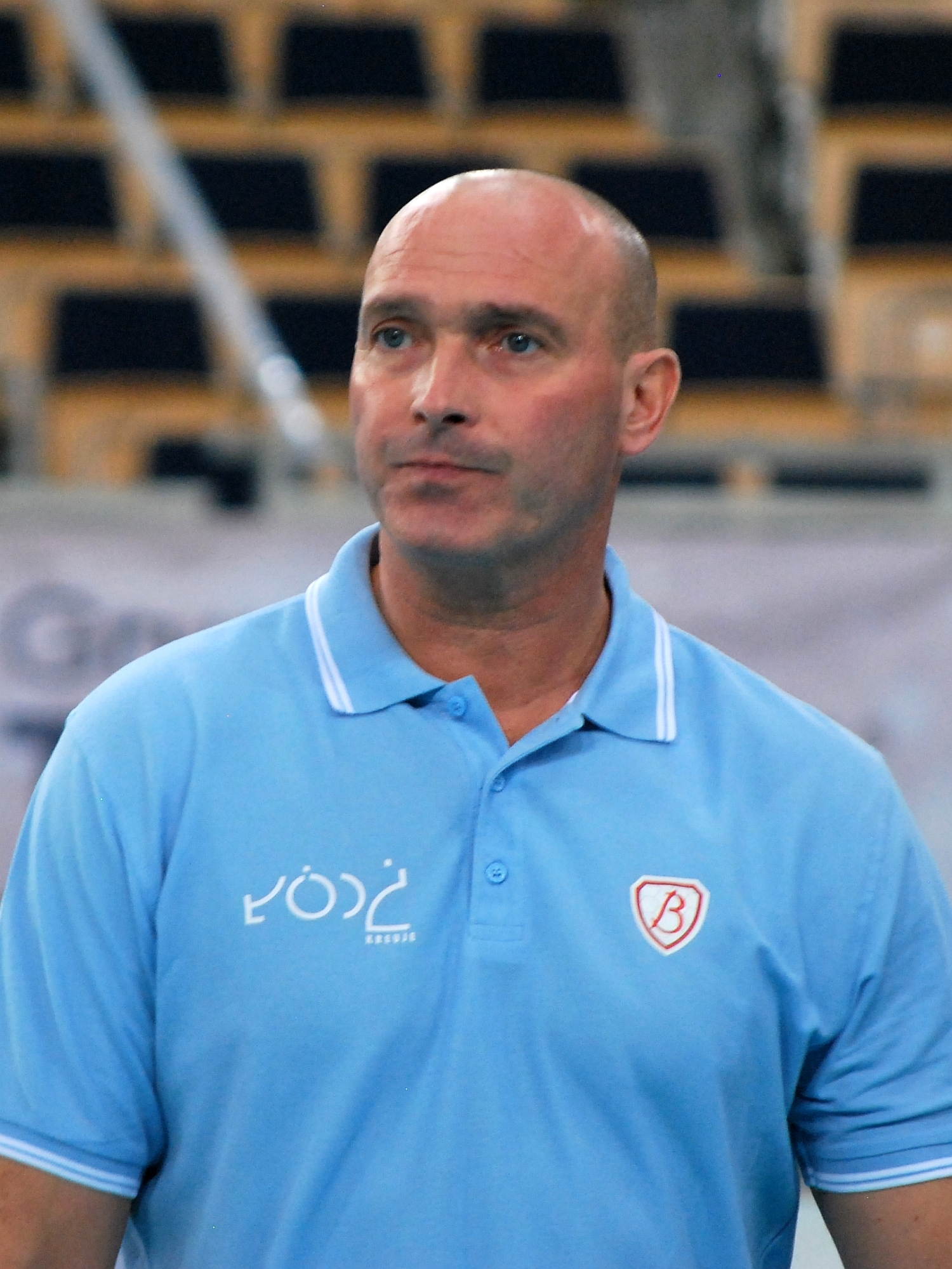
Tomasz Nagórka erreichte in seinem Vorlauf nicht das Ziel

Wind: +0,9 m/s
| Platz | Name               | Nation           | Zeit (s) |
| ----- | ------------------ | ---------------- | -------- |
| 1     | Thomas J. Kearns   | Irland           | 13,71    |
| 2     | Jiří Hudec         | Tschechoslowakei | 13,72    |
| 3     | Liviu Giurgian     | Rumänien         | 13,84    |
| 4     | Sébastian Thibault | Frankreich       | 13,92    |
| 5     | Nguyễn Văn Linh    | Vietnam          | 14,74    |
| DNF   | Tomasz Nagórka     | Polen            |          |
| DNF   | Ruhan Işım         | Türkei           |          |
| DNS   | Renaldo Nehemiah   | USA              |          |

### Vorlauf 2
Wind: +2,2 m/s
| Platz | Name             | Nation           | Zeit (s) |
| ----- | ---------------- | ---------------- | -------- |
| 1     | Greg Foster      | USA              | 13,32    |
| 2     | Dan Philibert    | Frankreich       | 13,34    |
| 3     | Igors Kazanovs   | Sowjetunion      | 13,70    |
| 3     | Igor Kováč       | Tschechoslowakei | 13,70    |
| 5     | Joilto Bonfim    | Brasilien        | 13,72    |
| 6     | Mike Fenner      | Deutschland      | 13,78    |
| 7     | Antti Haapakoski | Finnland         | 13,88    |

### Vorlauf 3
Wind: +2,7 m/s
| Platz | Name                | Nation              | Zeit (s) |
| ----- | ------------------- | ------------------- | -------- |
| 1     | Li Tong             | Volksrepublik China | 13,34    |
| 2     | Tony Jarrett        | Großbritannien      | 13,40    |
| 3     | Alexis Sánchez      | Kuba                | 13,58    |
| 4     | Dietmar Koszewski   | Deutschland         | 13,67    |
| 5     | Mircea Oaida        | Brasilien           | 13,68    |
| 6     | Gennadi Daksewitsch | Sowjetunion         | 13,69    |
| 7     | Georgi Georgiew     | Bulgarien           | 14,19    |
| 8     | Judex Lefou         | Mauritius           | 14,26    |

### Vorlauf 4
Wind: +1,8 m/s
| Platz | Name                      | Nation         | Zeit (s) |
| ----- | ------------------------- | -------------- | -------- |
| 1     | Jack Pierce               | USA            | 13,23    |
| 2     | Mark McKoy                | Kanada         | 13,39    |
| 3     | David Nelson              | Großbritannien | 13,42    |
| 4     | Piotr Wojcik              | Polen          | 13,47    |
| 5     | Herwig Röttl              | Österreich     | 13,66    |
| 6     | John Caliguri             | Australien     | 13,77    |
| 7     | Zeiad Al Kheder           | Kuwait         | 14,48    |
| DNF   | Rashid-Shabani Al-Abdulla | Katar          |          |

### Vorlauf 5
Wind: +1,5 m/s
| Platz | Name                | Nation         | Zeit (s) |
| ----- | ------------------- | -------------- | -------- |
| 1     | Colin Jackson       | Großbritannien | 13,25    |
| 2     | Florian Schwarthoff | Deutschland    | 13,39    |
| 3     | Wladimir Schischkin | Sowjetunion    | 13,51    |
| 4     | Toshihiko Iwasaki   | Japan          | 13,58    |
| 5     | Kai Kyllönen        | Finnland       | 13,60    |
| 6     | Carlos Sala         | Spanien        | 13,73    |
| 7     | Elvis Cedeño        | Venezuela      | 13,85    |

## Halbfinale
Aus den beiden Halbfinalläufen qualifizierten sich die jeweils ersten vier Athleten – hellblau unterlegt – für das Finale.

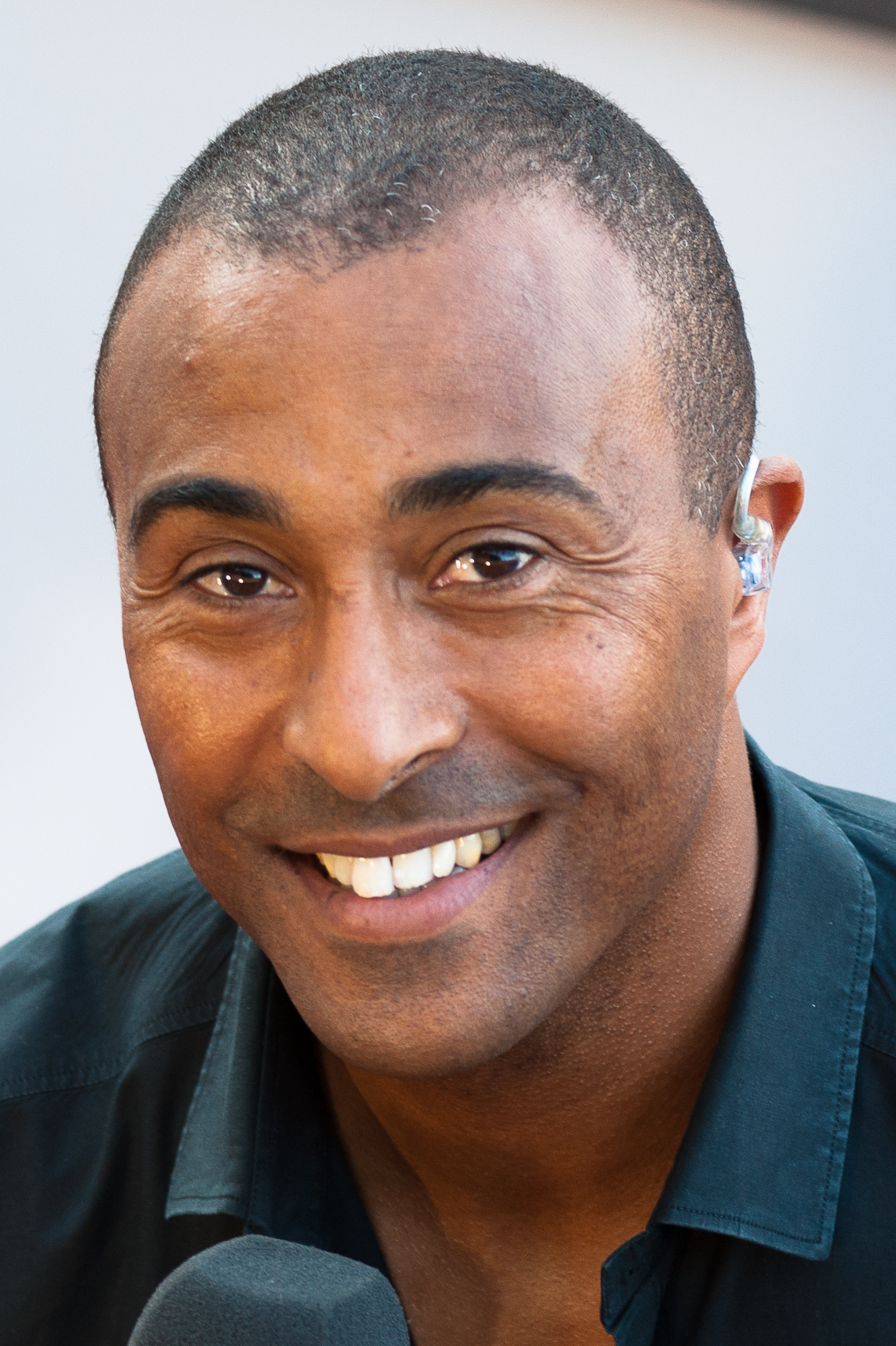
Colin Jackson (hier im Jahr 2012) trat zu seinem Halbfinalrennen nicht an

27. August 1991, 17:00 Uhr

### Halbfinallauf 1

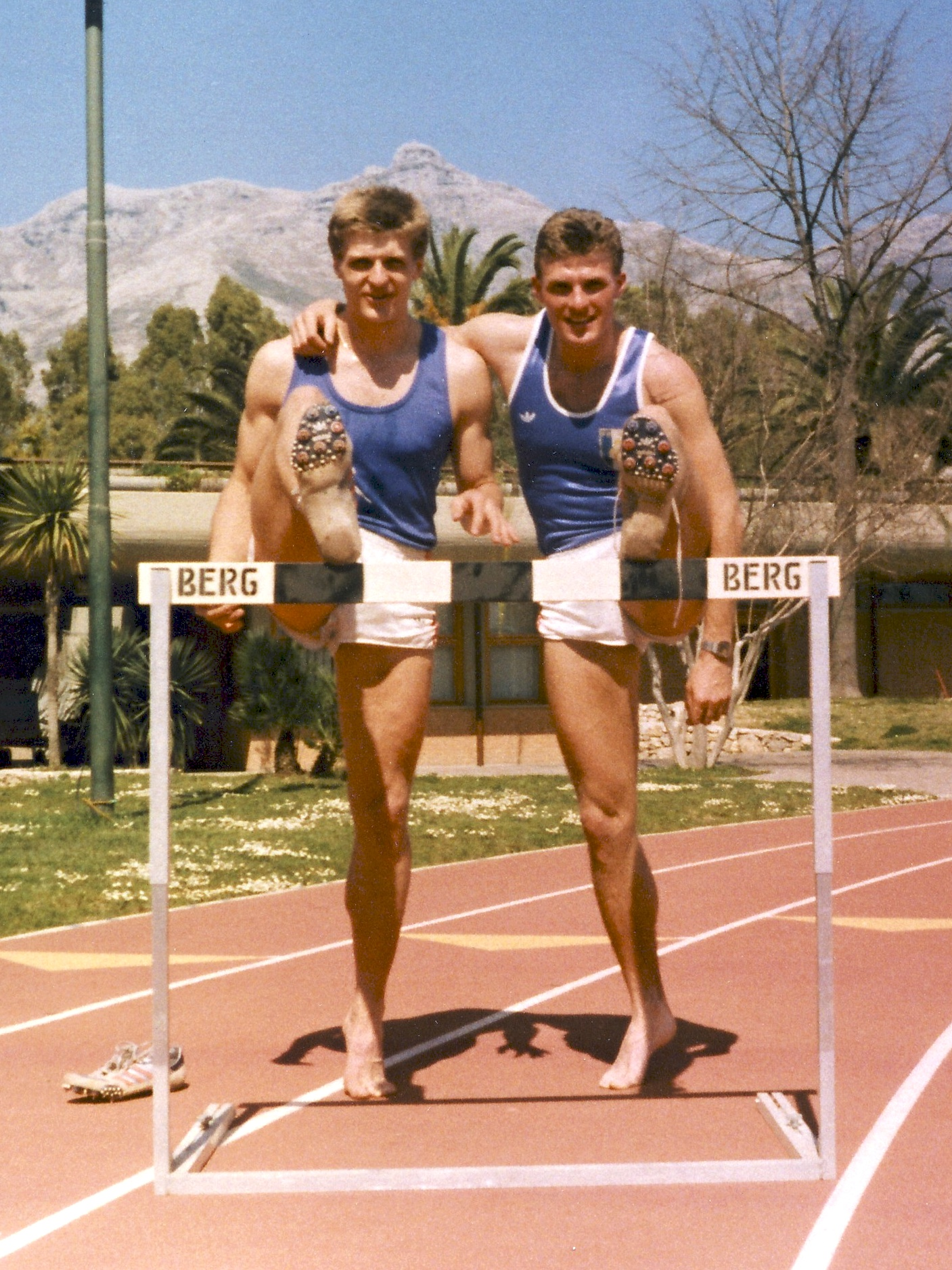
Als Achter seines Rennens schied Jiří Hudec (rechts) im Halbfinale aus

Wind: −1,1 m/s
| Platz | Name                | Nation              | Zeit (s) |
| ----- | ------------------- | ------------------- | -------- |
| 1     | Jack Pierce         | USA                 | 13,36    |
| 2     | Florian Schwarthoff | Deutschland         | 13,41    |
| 3     | Li Tong             | Volksrepublik China | 13,50    |
| 4     | Wladimir Schischkin | Sowjetunion         | 13,52    |
| 5     | Alexis Sánchez      | Kuba                | 13,81    |
| 6     | Igor Kováč          | Tschechoslowakei    | 13,89    |
| 7     | Thomas J. Kearns    | Irland              | 14,02    |
| DNS   | Colin Jackson       | Großbritannien      |          |

### Halbfinallauf 2
Wind: +0,2 m/s
| Platz | Name           | Nation           | Zeit (s) |
| ----- | -------------- | ---------------- | -------- |
| 1     | Tony Jarrett   | Großbritannien   | 13,23    |
| 2     | Greg Foster    | USA              | 13,23    |
| 3     | Mark McKoy     | Kanada           | 13,28    |
| 4     | Dan Philibert  | Frankreich       | 13,38    |
| 5     | Igors Kazanovs | Sowjetunion      | 13,65    |
| 6     | David Nelson   | Großbritannien   | 13,67    |
| 7     | Liviu Giurgian | Rumänien         | 13,82    |
| 8     | Jiří Hudec     | Tschechoslowakei | 13,95    |

## Finale

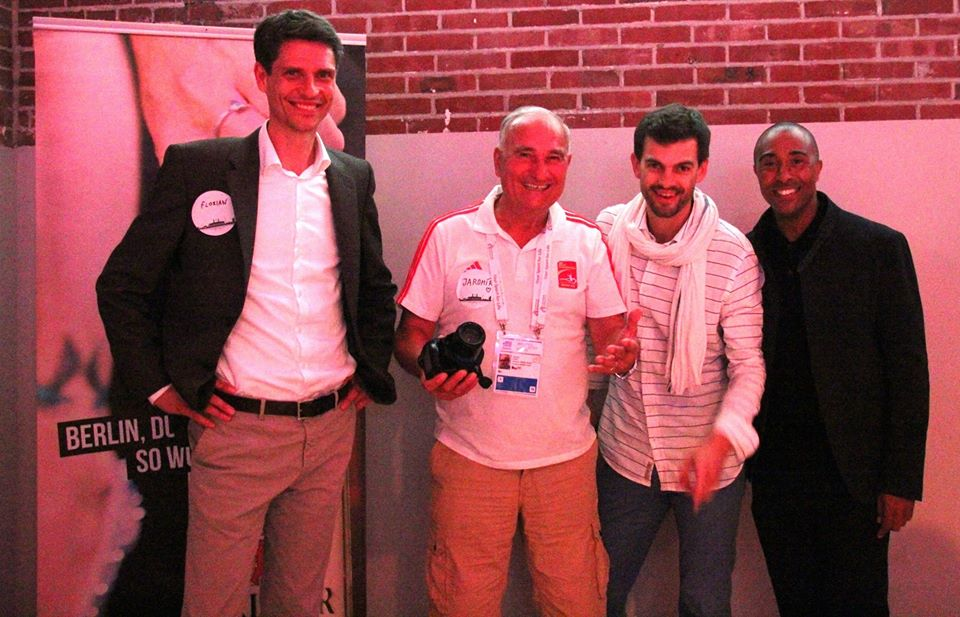
Florian Schwarthoff (links, im Jahr 2016) kam auf den siebten Platz – ganz rechts der im Halbfinale nicht angetretene Colin Jackson

29. August 1991, 18:30 Uhr
Wind: +0,7 m/s
| Platz | Name                | Nation              | Zeit (s) |
| ----- | ------------------- | ------------------- | -------- |
| 1     | Greg Foster         | USA                 | 13,06 CR |
| 2     | Jack Pierce         | USA                 | 13,06 CR |
| 3     | Tony Jarrett        | Großbritannien      | 13,25    |
| 4     | Mark McKoy          | Kanada              | 13,30    |
| 5     | Dan Philibert       | Frankreich          | 13,33    |
| 6     | Wladimir Schischkin | Sowjetunion         | 13,39    |
| 7     | Florian Schwarthoff | Deutschland         | 13,41    |
| 8     | Li Tong             | Volksrepublik China | 13,46    |

## Video
- 3565 World Track & Field 1991 110m Hurdles Greg Fosters dritter WM-Sieg in Folge, Video veröffentlicht am 22. Juli 2016 auf youtube.com, abgerufen am 20. April 2020